# لولا یانگ (خواننده)
لولا امیلی مری یانگ (به انگلیسی: Lola Emily Mary Young؛ زادهٔ ۴ ژانویهٔ ۲۰۰۱) خواننده-ترانه‌پرداز بریتانیایی اهل لندن می‌باشد.

## زندگی شخصی
یانگ در رابطه با تشخیص خود با اختلال اسکیزوافکتیو در ۱۷ سالگی سخن گفته‌است. وی با کیست حنجره مکرراً دست و پنجه نرم کرده و این موضوع خوانندگی را برای او سخت ساخته و باعث شده تا اجراهایش را متوقف نماید. وی همچنین با مشکلات سلامت روان خود درگیر بوده‌است.